# Васама, Каарло
Каарло Хьялмар (Калле Яльмари) Васама (фин. Kaarlo Hjalmar (Kalle Jalmari) Vasama; 20 ноября 1885, Тампере — 12 ноября 1926, там же) — финский гимнаст, серебряный призёр летних Олимпийских игр 1912 года в командном первенстве по произвольной системе. Выступал за команду города Тампере.